# Епархия Марабы
Епархия Марабы (лат. Dioecesis Marabensis) — епархия Римско-Католической церкви с центром в городе Мараба, Бразилия. Епархия Марабы входит в митрополию Белен-до-Пара. Кафедральным собором епархии Марабы является церковь Пресвятой Девы Марии Неустанной Помощи.

## История
18 июля 1911 года Святой Престол учредил территориальную прелатуру Сантиссима Консейсан-ду-Арагуайя, выделив её из архиепархии Белен-до-Пара. Кафедральный собор территориальной прелатуры находился в городе Консейсан-ду-Арагуайя.
16 декабря 1934 года и 13 мая 1969 года территориальная прелатура Сантиссима Консейсан-ду-Арагуайя передала часть своей территории новым территориальным прелатурам Шингу и Сан-Фелиса.
20 декабря 1969 года кафедральный собор территориальной прелатуры Сантиссима Консейсан-ду-Арагуайя был перенесён в город Мараба и территориальная прелатура приобрела название этого города.
27 марта 1976 года территориальная прелатура Марабы передала часть своей территории новой территориальной прелатуре Сантиссима Консейсан-ду-Агаруайя (сегодня — Епархия Сантиссима Консейсан-ду-Арагуайя).
16 октября 1979 года Римский папа Иоанн Павел II издал буллу Cum Praelaturae, которой преобразовал территориальную прелатуру Марабы в епархию.

## Ординарии епархии
- епископ Raymond Dominique Carrerot (26.08.1912 — 30.07.1920);
- епископ Sebastião Tomás (18.12.1924 — 19.12.1945);
- епископ Luís António Palha Teixeira (20.02.1951 — 10.11.1976);
- епископ Alano Maria Pena (10.11.1976 — 11.07.1985);
- епископ Altamiro Rossato (8.12.1985 — 15.03.1989);
- епископ José Vieira de Lima (18.04.1990 — 11.11.1998);
- епископ José Foralosso (12.01.2000 — 25.04.2012);
- епископ Vital Corbellini (10.10.2012 — по настоящее время).

## Источник
- Annuario Pontificio, Ватикан, 2007
- Булла Cum praelaturae (лат.)